# William George Armstrong
William George Armstrong (26. studenoga 1810. – 27. prosinca 1900.), britanski izumitelj, fizičar i tehničar.

## Životopis
Konstruirao je hidroelektrični stroj (1840. – 1845.) i hidrauličnu dizalicu (1846.), a zatim se posvetio topničkoj tehnici i konstruirao je topove koji nose njegovo ime. Osnovao je 1845. tvornicu strojeva u Elswicku, gdje od 1855. radi na konstruiranju izolučenih topova. U 1859.-oj, kad je i država uložila određena sredstva, tvornica, sada pod nazivom pod nazivom Elswick Ordnance Company prelazi na proizvodnju topova, a William Armstrong postaje njen glavni inženjer i direktor. Od 1863., kad ju je William Armstrong s jednim poslovnim partnerom cijelu preuzeo, tvornica nosi njegovo ime (W. G. Armstrong and Co). Pronašao je i jedan miješani eksploziv koji je, kasnije, nazvan po njemu.